# Hobbs Stream
Koordinaten: 77° 55′ S, 164° 30′ O
Der Hobbs Stream ist ein saisonaler Schmelzwasserfluss an der Scott-Küste des ostantarktischen Viktorialands. Er fließt vom Ende des Hobbs-Gletschers in die Salmon Bay.
Der Fluss wird, jedoch noch nicht namentlich, in Veröffentlichungen zur britischen Terra-Nova-Expedition (1910–1913) erwähnt. Wissenschaftler einer von 1958 bis 1959 durchgeführten Kampagne im Rahmen der New Zealand Geological Survey Antarctic Expedition benannten ihn in Anlehnung an die Benennung des Hobbs-Gletschers. Dessen Namensgeber ist der US-amerikanische Glaziologe William Herbert Hobbs (1864–1953).